# Ali (Bahrajn)
Ali (arab. عالي, ʿĀlī) – miasto w Bahrajnie; 59 tys. mieszkańców (2006).